# Conicospirillina
Conicospirillina es un género de foraminífero bentónico de la familia Spirillinidae, del suborden Spirillinina y del orden Robertinida. Su especie tipo es Spirillina trochoides. Su rango cronoestratigráfico abarca el Pliensbachiense inferior (Jurásico inferior).

## Clasificación
Conicospirillina incluye a las siguientes especies:
- Conicospirillina abscisa †
- Conicospirillina atlantica †
- Conicospirillina basiliensis †
- Conicospirillina coronata †
- Conicospirillina exleyi †
- Conicospirillina planorbis †
- Conicospirillina polessica †
- Conicospirillina semiinvoluta †
- Conicospirillina testata †
- Conicospirillina trochoidea †
- Conicospirillina trochoides †